# Basile Tapsoba
Basile Tapsoba (né le 9 décembre 1942 à Koudougou) est un évêque Catholique burkinabé. Il est évêque émérite de Koudougou.

## Biographie
Basile Tapsoba  est ordonné prêtre pour le diocèse de Koudougou le 11 avril 1958.
Le pape Jean-Paul II le nomme évêque auxiliaire de Anthyme Bayala du diocèse de Koudougou et évêque titulaire de Mesarfelta le 19 décembre 1981. Il reçoit l'ordination épiscopale des mains de l'archevêque de Ouagadougou, le cardinal Paul Zoungrana le 21 mars 1982 ; les co-consécrateurs étaient Justo Mullor García, nonce apostolique en Côte d'Ivoire et pro-nonce apostolique au Burkina Faso, et Dieudonné Yougbaré, évêque de Koupéla.
Trois plus tard, lorsque Anthyme Bayala décède, il lui succède le 2 juillet 1984, devenant le troisième évêque de Koudougou. Il démissionne de la charge pastorale le 21 mai 2011,.